# پیکو (فیلم)
پیکو (انگلیسی: Piku) یک فیلم به کارگردانی شوجیت سیرکار است که در سال ۲۰۱۵ منتشر شد. از بازیگران آن می‌توان به دیپیکا پادوکونه، آمیتاب باچان و عرفان خان اشاره کرد.